# Convênio de Pagamentos e Créditos Recíprocos
O Convênio de Pagamentos e Créditos Recíprocos (CCR) da Associação Latino-Americana de Integração (ALADI) e República Dominicana –, estabelecido em 25 de agosto de 1982, reúne como signatários os bancos centrais dos países: Argentina, Bolívia, Brasil, Chile, Colômbia, Equador, México, Paraguai, Peru, República Dominicana, Uruguai e Venezuela.
Este convênio substituiu, sem solução de continuidade, o Acordo de Pagamentos e Créditos Recíprocos dos países da Associação Latino-Americana de Livre Comércio (ALALC), celebrado em 22 de setembro de 1965.
O Convênio de Pagamentos foi concebido, originalmente, com a finalidade de iniciar "uma formal cooperação multilateral entre os bancos (centrais) da região para chegar em etapas sucessivas à integração financeira e monetária mediante a formação de organismos financeiros que estabeleçam uma cooperação mais avançada".
Para isso, estabeleceram-se como objetivos básicos do Convênio: estimular as relações financeiras entre os países da região; facilitar a expansão do comércio recíproco; e sistematizar as consultas mútuas em matérias monetárias, cambiais e de pagamentos.
Adicionalmente, o Convênio destaca que o estabelecimento do mecanismo multilateral de compensação de pagamentos persegue, entre outros, os seguintes propósitos:
a) facilitar a canalização dos pagamentos e intensificar as relações econômicas entre seus respectivos países;
b) reduzir os fluxos internacionais de divisas entre os participantes; e
c) estimular as relações entre as instituições financeiras da região.
Em 3 de abril de 2019, o Brasil deixou de registrar novas operações, em processo de retirada do sistema. A saída do país entrou em vigor em 15 de abril de 2019.